# Composition en demi-valeurs
Composition en demi-valeurs (Compositie in halfwaarden; Duits: Komposition in Halb-Tönen, Engels: Composition in Half-Tones, Italiaans: Composizione in semi-valori) is een schilderij van de Nederlandse schilder Theo van Doesburg in het Kunstmuseum Basel in de Zwitserse stad Bazel.

## Beschrijving
Het is een vierkant schilderij met daarop een patroon van witte, grijze, blauwe en gele rechthoeken van elkaar gescheiden door zwarte lijnen. De grijze vlakken zijn verder onderverdeeld door middel van een rasterpatroon, dat doet denken aan uitvergroot millimeterpapier. Van Doesburg had aanvankelijk een enigszins andere bedoeling met dit schilderij. In het archief van Van Doesburg in het Rijksbureau voor Kunsthistorische Documentatie bevindt zich een foto van het werk in een eerder stadium. Op deze foto is te zien dat de kleurvlakken niet egaal zijn, maar van linksonder naar rechtsboven van kleur verlopen, van donker naar licht en omgekeerd. Ook op twee van de drie voorstudies van Composition en demi-valeurs is dit verloop van kleur schematisch aangegeven. Eén van deze studies draagt het opschrift ‘XXIII / Comp avec dégrad’. De titel die Van Doesburg aanvankelijk voor het werk in gedachten had moet dus zijn geweest Composition XXIII avec dégradation, waarbij het ‘dégradation’ verwijst naar het verloop van kleur.

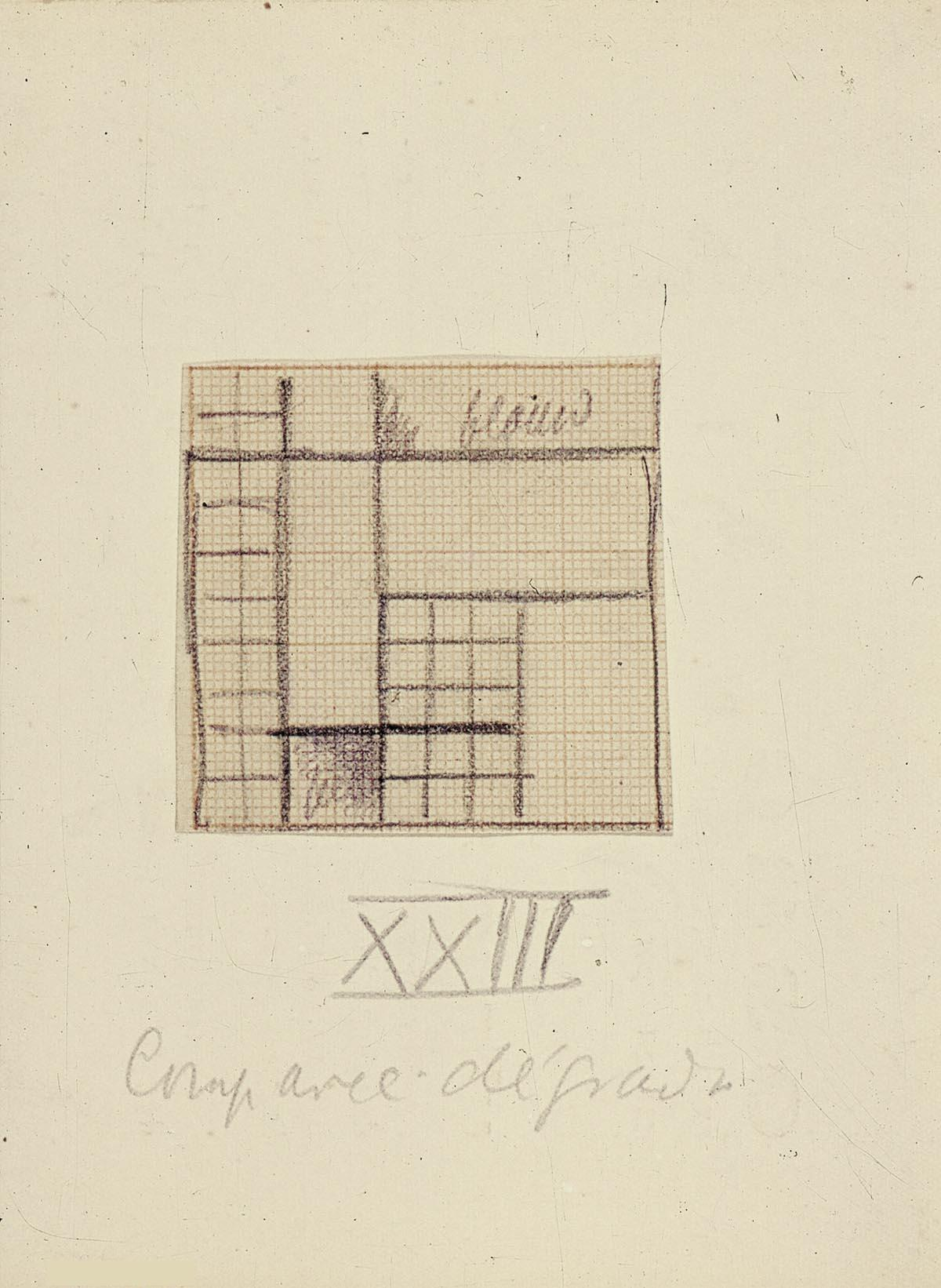
Theo van Doesburg. Studie voor Composition avec dégradation. 1928 (?). Potlood op millimeterpapier. 14 × 11,5 cm. Otterlo, Kröller-Müller Museum.

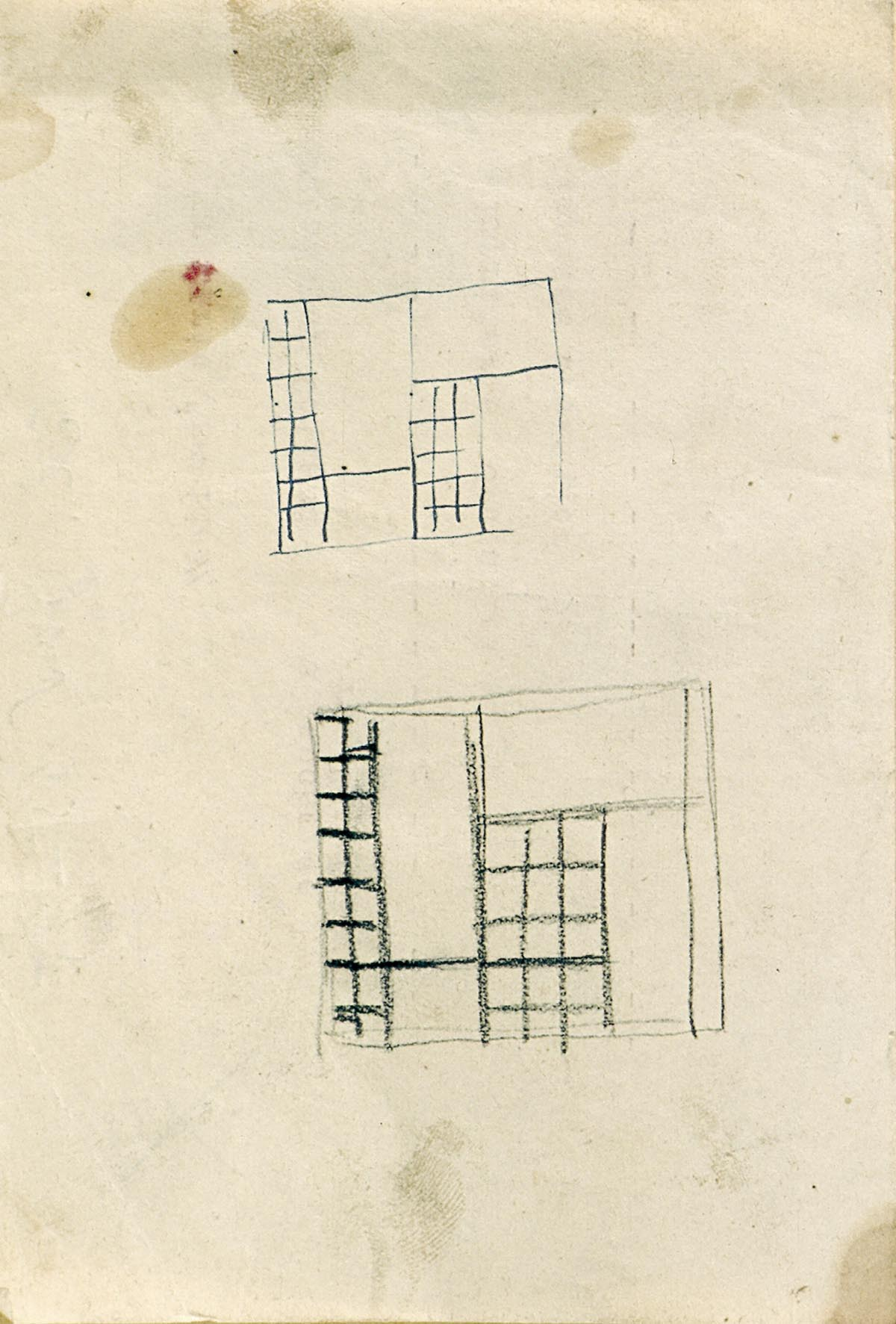
Theo van Doesburg. Twee schetsen voor Composition avec dégradation. 1928 (?). Potlood en Oost-Indische inkt op papier. 15,5 × 10,5 cm. Utrecht, Centraal Museum.

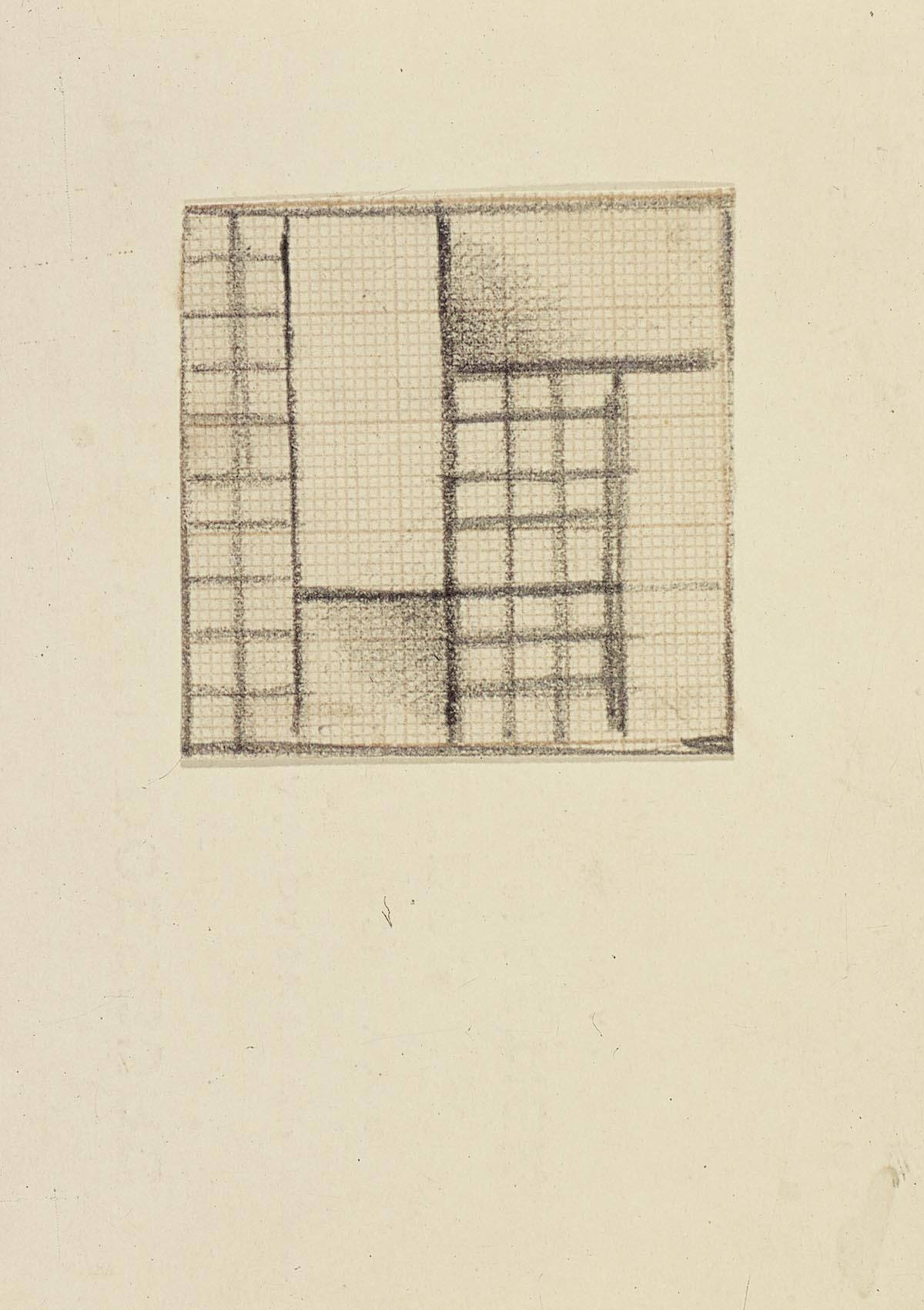
Theo van Doesburg. Studie voor Composition avec dégradation. 1928 (?). Potlood op millimeterpapier. 12,5 × 9 cm. Otterlo, Kröller-Müller Museum.

Om onbekende reden was Van Doesburg niet tevreden met het resultaat en verving hij de van kleur verlopende vlakken door egale kleurvlakken. In 1929 stelde hij het voor het eerst tentoon op de tentoonstelling Abstrakte und Surrealistische Malerei und Plastik in Zürich als Composition en demi-valeurs. Deze titel verwijst waarschijnlijk naar de mate waarin het geel en het blauw verzadigd zijn.

## Herkomst
Het werk komt in Van Doesburgs portfolio voor met onderschrift ‘Collection Hans Arp’. Hans Arp was een goede vriend van Van Doesburg en bezat meerdere werken van hem. Na het overlijden van Arp in 1966 schonk zijn weduwe, Marguerite Arp-Hagenbach het aan het Kunstmuseum Basel als ‘schenking Hans Arp’.

## Tentoonstellingen
Composition en demi-valeurs maakte deel uit van de volgende tentoonstellingen:
- Abstrakte und Surrealistische Malerei und Plastik, 6 oktober-3 november 1929, Kunsthaus Zürich, Zürich (als Composition en demi-valeurs, 1929).
- Malerei der Abstrakten und der Pariser Surrealisten, november-december 1929, Graphisches Kabinett/Juryfreie, München.
- Les premiers maîtres de l'art abstrait, eind april-3 juni, Galerie Maeght, Parijs.

- Theo van Doesburg, 13 december 1968-26 januari 1969, Van Abbemuseum, Eindhoven (als Composition en demi valeur XXIII).
- Theo van Doesburg, 17 februari-23 maart 1969, Gemeentemuseum Den Haag (idem).
- Theo van Doesburg 1883-1931, 18 april-1 juni 1969, Kunsthalle Neurenberg, Marientor (als Komposition in Halb-Tönen XXIII).
- Konstruktive Kunst, 9 augustus-7 september 1969, Kunsthalle Bazel (idem).
- Van Doesburg and the International Avant-Garde, 20 oktober 2009-3 januari 2010, Stedelijk Museum De Lakenhal, Leiden (als Composition in Half-Tones, 1928).
- Van Doesburg and the International Avant-Garde, 4 februari-16 mei 2010, Tate Modern, Londen (idem).